# Suuresta
Suuresta is een plaats in de Estlandse gemeente Rae, provincie Harjumaa. De plaats heeft de status van dorp (Estisch: küla).

## Bevolking
Het dorp had 49 inwoners op 31 december 2011 en 56 inwoners op 31 december 2021.

## Ligging
De Põhimaantee 2, de hoofdweg van Tallinn naar Tartu, en het Jägala-Piritakanaal lopen door het dorp. De rivier Leiva stroomt over een korte afstand langs de oostgrens van het dorp.